# Камітонда
Камітонда (яп. 上富田町, かみとんだちょう, камітонда тьо ) — містечко в Японії, у південній частині префектури Вакаяма.